# Liste der Naturdenkmale in Königs Wusterhausen
Die Liste der Naturdenkmale in Königs Wusterhausen nennt die Naturdenkmale in Königs Wusterhausen im Landkreis Dahme-Spreewald in Brandenburg.
In den Spalten befinden sich folgende Informationen:
- Nr.: Identifizierungsnummer nach veröffentlichter Liste. Sie wird von der unteren Naturschutzbehörde des Landkreises oder der kreisfreien Stadt vergeben. Wenn sie bekannt ist, wird sie angegeben. In dieser Spalte kann sich zusätzlich das Wort Wikidata befinden, der entsprechende Link führt zu Angaben zu diesem Naturdenkmal bei Wikidata.
- Bezeichnung: Benennung des Naturdenkmals, in der Regel wird bei Bäume die Baumart genannt. Bekannte Eigennamen werden mit angegeben.
- Gemarkung: Ort oder Gemarkung, in der sich das Naturdenkmal befindet
- Lage: Nennt die Lage des Naturdenkmals im jeweiligen Ortsteil und die geografischen Koordinaten des Naturdenkmals. Link zu einem Kartenansichtstool, um Koordinaten zu setzen. In der Kartenansicht sind Naturdenkmale ohne Koordinaten mit einem roten beziehungsweise orangen Marker dargestellt und können in der Karte gesetzt werden. Denkmale ohne Bild sind mit einem blauen bzw. roten Marker gekennzeichnet, Denkmale mit Bild mit einem grünen beziehungsweise orangen Marker.
- Beschreibung: die Beschreibung des Naturdenkmales
- Schutzzweck: Erläutert den Grund der Unterschutzstellung
- Bild: Zeigt ein Bild des Naturdenkmales und gegebenenfalls ein Link zu weiteren Fotos im Medienarchiv Wikimedia Commons

## Einzelnaturdenkmale

### Deutsch Wusterhausen
| Bild                           | Bezeichnung | Lage | Beschreibung | Schutzzweck | Nummer |
| ------------------------------ | ----------- | --- | ------------ | ----------- | ------ |
| Weitere Bilder Fotos hochladen | Stieleiche  | Deutsch Wusterhausen, Denkmalplatz / Ecke Dorfstraße, Flur 2, Flurstück 16 (52° 17′ 42″ N, 13° 35′ 10,5″ O) |              |             |        |

### Kablow
| Bild                                    | Bezeichnung     | Lage                                                                                             | Beschreibung | Schutzzweck | Nummer |
| --------------------------------------- | --------------- | ------------------------------------------------------------------------------------------------ | ------------ | ----------- | ------ |
| Direkt Bild zu diesem Denkmal hochladen | Flatterulme 1   | Kablow, Dorfaue/Dorfanger, Flur 4, Flurstück 71 ()                                               |              |             |        |
| Direkt Bild zu diesem Denkmal hochladen | Flatterulme 2   | Kablow, Dorfaue/Dorfanger, Flur 4, Flurstück 71 ()                                               |              |             |        |
| Direkt Bild zu diesem Denkmal hochladen | Flatterulme 3   | Kablow, Dorfaue/Dorfanger, Flur 4, Flurstück 71 ()                                               |              |             |        |
| Direkt Bild zu diesem Denkmal hochladen | Flatterulme 4   | Kablow, Dorfaue/Dorfanger, Flur 4, Flurstück 71 ()                                               |              |             |        |
| Direkt Bild zu diesem Denkmal hochladen | Flatterulme 5   | Kablow, Dorfaue/Dorfanger, Flur 4, Flurstück 71 ()                                               |              |             |        |
| Direkt Bild zu diesem Denkmal hochladen | Flatterulme 6   | Kablow, Dorfaue/Dorfanger, Flur 4, Flurstück 71 ()                                               |              |             |        |
| Direkt Bild zu diesem Denkmal hochladen | Flatterulme 7   | Kablow, Dorfaue/Dorfanger, Flur 4, Flurstück 71 ()                                               |              |             |        |
| Direkt Bild zu diesem Denkmal hochladen | Flatterulme 8   | Kablow, Dorfaue/Dorfanger, Flur 4, Flurstück 71 ()                                               |              |             |        |
| Direkt Bild zu diesem Denkmal hochladen | Flatterulme 9   | Kablow, Dorfaue/Dorfanger, Flur 4, Flurstück 71 ()                                               |              |             |        |
| Direkt Bild zu diesem Denkmal hochladen | Flatterulme 10  | Kablow, Dorfaue/Dorfanger, Flur 4, Flurstück 71 ()                                               |              |             |        |
| Direkt Bild zu diesem Denkmal hochladen | Flatterulme 11  | Kablow, Dorfaue/Dorfanger, Flur 4, Flurstück 71 ()                                               |              |             |        |
| Direkt Bild zu diesem Denkmal hochladen | Flatterulme 12  | Kablow, Dorfaue/Dorfanger, Flur 4, Flurstück 71 ()                                               |              |             |        |
| Direkt Bild zu diesem Denkmal hochladen | Flatterulme 13  | Kablow, Dorfaue/Dorfanger, Flur 4, Flurstück 71 ()                                               |              |             |        |
| Direkt Bild zu diesem Denkmal hochladen | Flatterulme 14  | Kablow, Dorfaue/Dorfanger, Flur 4, Flurstück 71 ()                                               |              |             |        |
| Direkt Bild zu diesem Denkmal hochladen | Flatterulme 15  | Kablow, Dorfaue/Dorfanger, Flur 4, Flurstück 71 ()                                               |              |             |        |
| Direkt Bild zu diesem Denkmal hochladen | Flatterulme 16  | Kablow, Dorfaue/Dorfanger, Flur 4, Flurstück 71 ()                                               |              |             |        |
| Direkt Bild zu diesem Denkmal hochladen | Flatterulme 17  | Kablow, Dorfaue/Dorfanger, Flur 4, Flurstück 71 ()                                               |              |             |        |
| Direkt Bild zu diesem Denkmal hochladen | Flatterulme 18  | Kablow, Dorfaue/Dorfanger, Flur 4, Flurstück 71 ()                                               |              |             |        |
| Direkt Bild zu diesem Denkmal hochladen | Flatterulme 19  | Kablow, Dorfaue/Dorfanger, Flur 4, Flurstück 71 ()                                               |              |             |        |
| Direkt Bild zu diesem Denkmal hochladen | Flatterulme 20  | Kablow, Dorfaue/Dorfanger, Flur 4, Flurstück 71 ()                                               |              |             |        |
| Direkt Bild zu diesem Denkmal hochladen | Flatterulme 21  | Kablow, Dorfaue/Dorfanger, Flur 4, Flurstück 71 ()                                               |              |             |        |
| Direkt Bild zu diesem Denkmal hochladen | Flatterulme 22  | Kablow, Dorfaue/Dorfanger, Flur 4, Flurstück 71 ()                                               |              |             |        |
| Direkt Bild zu diesem Denkmal hochladen | Flatterulme 23  | Kablow, Dorfaue/Dorfanger, Flur 4, Flurstück 71 ()                                               |              |             |        |
| Direkt Bild zu diesem Denkmal hochladen | Flatterulme 24  | Kablow, Dorfaue/Dorfanger, Flur 4, Flurstück 71 ()                                               |              |             |        |
| Direkt Bild zu diesem Denkmal hochladen | Flatterulme 25  | Kablow, Dorfaue/Dorfanger, Flur 4, Flurstück 71 ()                                               |              |             |        |
| Direkt Bild zu diesem Denkmal hochladen | Flatterulme 26  | Kablow, Dorfaue/Dorfanger, Flur 4, Flurstück 71 ()                                               |              |             |        |
| Direkt Bild zu diesem Denkmal hochladen | Flatterulme 27  | Kablow, Dorfaue/Dorfanger, Flur 4, Flurstück 71 ()                                               |              |             |        |
| Direkt Bild zu diesem Denkmal hochladen | Flatterulme 28  | Kablow, Dorfaue/Dorfanger, Flur 4, Flurstück 71 ()                                               |              |             |        |
| Direkt Bild zu diesem Denkmal hochladen | Flatterulme 29  | Kablow, Dorfaue/Dorfanger, Flur 4, Flurstück 71 ()                                               |              |             |        |
| Direkt Bild zu diesem Denkmal hochladen | Flatterulme 30  | Kablow, Dorfaue/Dorfanger, Flur 4, Flurstück 71 ()                                               |              |             |        |
| Direkt Bild zu diesem Denkmal hochladen | Flatterulme 31  | Kablow, Dorfaue/Dorfanger, Flur 4, Flurstück 71 ()                                               |              |             |        |
| Direkt Bild zu diesem Denkmal hochladen | Flatterulme 32  | Kablow, Dorfaue/Dorfanger, Flur 4, Flurstück 71 ()                                               |              |             |        |
| Direkt Bild zu diesem Denkmal hochladen | Flatterulme 33  | Kablow, Dorfaue/Dorfanger, Flur 4, Flurstück 71 ()                                               |              |             |        |
| Direkt Bild zu diesem Denkmal hochladen | Flatterulme 34  | Kablow, Dorfaue/Dorfanger, Flur 4, Flurstück 71 ()                                               |              |             |        |
| BW                                      | Birnenbaumallee | Kablow, Ortsverbindungsstraße zwischen Kablow und Dannenreich (52° 18′ 12,4″ N, 13° 43′ 51,6″ O) |              |             |        |

### Kablow-Ziegelei
| Bild | Bezeichnung               | Lage | Beschreibung | Schutzzweck | Nummer |
| ---- | ------------------------- | --- | ------------ | ----------- | ------ |
| BW   | Luchwiese Kablow-Ziegelei | Kablow-Ziegelei, Flur 3, Flurstücke: 443, 444, 445/2, 446, 448, 449 (anteilig); Flur 5, Flurstück 254 (anteilig), 255, 256 (52° 18′ 48″ N, 13° 43′ 13,9″ O) |              |             |        |

### Königs Wusterhausen
| Bild                           | Bezeichnung          | Lage | Beschreibung                                                                        | Schutzzweck                               | Nummer |
| ------------------------------ | -------------------- | --- | ----------------------------------------------------------------------------------- | ----------------------------------------- | ------ |
| Weitere Bilder Fotos hochladen | Sommerlindenallee    | Königs Wusterhausen, vor der Kreuzkirche, Kirchplatz (52° 18′ 0,9″ N, 13° 37′ 31,8″ O)                                                 |                                                                                     |                                           |        |
| Weitere Bilder Fotos hochladen | Gleditschie 3. Baum  | Königs Wusterhausen, Allee nach Schenkendorf, hinter Ortsausgang Königs Wusterhausen (rechte Seite) (52° 16′ 51,3″ N, 13° 36′ 35,7″ O) | Gleditsia triacanthos - Höhe: 30,72 m - Umfang: 2,13 m - Kronendurchmesser: 17,28 m | Vogelschutzgehölz, fremdländische Baumart |        |
| Weitere Bilder Fotos hochladen | Platane 1 (östlich)  | Königs Wusterhausen, bei der Brücke - Nottekanal, Flur 7, Flurstück 113; Schloßstraße (52° 17′ 48,6″ N, 13° 37′ 28,6″ O)               |                                                                                     |                                           |        |
| Weitere Bilder Fotos hochladen | Platane 2 (westlich) | Königs Wusterhausen, bei der Brücke - Nottekanal, Flur 7, Flurstück 113; Schloßstraße (52° 17′ 48,8″ N, 13° 37′ 27,7″ O)               |                                                                                     |                                           |        |

### Neue Mühle
| Bild                                    | Bezeichnung | Lage                                                            | Beschreibung | Schutzzweck | Nummer |
| --------------------------------------- | ----------- | --------------------------------------------------------------- | ------------ | ----------- | ------ |
| Direkt Bild zu diesem Denkmal hochladen | Rotbuche    | Neue Mühle, nördliche Seite des Kirchsteigs, Ecke Fasanenweg () |              |             |        |

### Zernsdorf
| Bild | Bezeichnung                              | Lage                                               | Beschreibung | Schutzzweck | Nummer |
| ---- | ---------------------------------------- | -------------------------------------------------- | ------------ | ----------- | ------ |
| BW   | Göckertsteich - Erlenbruch mit Tongruben | Zernsdorf, Flur 9 (52° 19′ 20,1″ N, 13° 42′ 40″ O) |              |             |        |

## Ehemalige Naturdenkmale
| Bild | Bezeichnung         | Lage | Beschreibung | Grund                                                         | Nummer |
| ---- | ------------------- | --- | ------------ | ------------------------------------------------------------- | ------ |
| BW   | Gleditschie 1. Baum | Königs Wusterhausen, Allee nach Schenkendorf, hinter Ortsausgang Königs Wusterhausen (rechte Seite) (Standort) |              | 2018 gefällt wegen Schwefelporling-Befall, Verkehrsgefährdung |        |
| BW   | Gleditschie 2. Baum | Königs Wusterhausen, Allee nach Schenkendorf, hinter Ortsausgang Königs Wusterhausen (rechte Seite) (Standort) |              | 2018 gefällt wegen Schwefelporling-Befall, Verkehrsgefährdung |        |

## Flächennaturdenkmale

### Königs Wusterhausen
| Bild                                    | Bezeichnung             | Lage                                                           | Beschreibung | Schutzzweck | Nummer |
| --------------------------------------- | ----------------------- | -------------------------------------------------------------- | ------------ | ----------- | ------ |
| Direkt Bild zu diesem Denkmal hochladen | Kleiner Küchensee/Dahme | Königs Wusterhausen, Kleiner Küchensee – Dahme (neue Mühle) () | 3,657 Hektar |             | 4024   |

### Niederlehme
| Bild | Bezeichnung                       | Lage | Beschreibung | Schutzzweck | Nummer |
| ---- | --------------------------------- | --- | ------------ | ----------- | ------ |
| BW   | Feuchtgebiet Niederlehme          | Niederlehme, östlich der Straße am Luch bis zum Sportplatz an der Triftstraße (52° 18′ 58,1″ N, 13° 39′ 16,3″ O) | 8,308 Hektar |             | 4016   |
| BW   | Feuchtgebiet südlich der Autobahn | Niederlehme, (52° 18′ 27,5″ N, 13° 39′ 4,7″ O)                                                                   | 5,392 Hektar |             | 4017   |

### Senzig
| Bild | Bezeichnung       | Lage                                       | Beschreibung | Schutzzweck | Nummer |
| ---- | ----------------- | ------------------------------------------ | ------------ | ----------- | ------ |
| BW   | Kesselluch Zeesen | Senzig, (52° 16′ 14,3″ N, 13° 39′ 12,1″ O) | 8,495 Hektar |             | 4025   |

### Wernsdorf
| Bild | Bezeichnung              | Lage                                          | Beschreibung | Schutzzweck | Nummer |
| ---- | ------------------------ | --------------------------------------------- | ------------ | ----------- | ------ |
| BW   | Hochmoor Kablow/Ziegelei | Wernsdorf, (52° 19′ 38,3″ N, 13° 43′ 37,8″ O) | 6,819 Hektar |             | 4012   |

### Zeesen
| Bild | Bezeichnung         | Lage                                                                                               | Beschreibung  | Schutzzweck | Nummer |
| ---- | ------------------- | -------------------------------------------------------------------------------------------------- | ------------- | ----------- | ------ |
| BW   | Feuchtwiesen Zeesen | Zeesen, südlich Weidendamm zwischen Bahnlinie und Zeesener See (52° 16′ 17,8″ N, 13° 38′ 19″ O)    | 20,849 Hektar |             | 4026   |
| BW   | Magerrasen Zeesen   | Zeesen, nordwestlich von Körbiskrug (rechts Ortsausgang Zeesen) (52° 15′ 41,1″ N, 13° 38′ 16,7″ O) | 1,856 Hektar  |             | 4035   |

## Quelle
Die Daten wurden vom Umweltamt des Landkreises Dahme-Spreewald zur Verfügung gestellt.